# Yoon Bo-ra
Đây là một tên người Triều Tiên, họ là Yoon.
Yoon Bo-ra, thường được biết đến với nghệ danh Bora, là một nữ ca sĩ, diễn viên người Hàn Quốc, thành viên của nhóm nhạc nữ Hàn Quốc Sistar do công ty Starship Entertainment thành lập và quản lý.

## Tiểu sử
Bora sinh ngày 30 tháng 12 năm 1989 ở Seoul, Hàn Quốc. Cô theo học chuyên ngành âm nhạc tại trường Đại học Myongji, và tốt nghiệp vào tháng 2 năm 2015.

## Sự nghiệp

### Thành viên Sistar
Tháng 6 năm 2010, Bora ra mắt chính thức với tư cách là một thành viên Sistar trên KBS Music Bank với đĩa đơn đầu tay của họ, Push Push.
Đầu năm 2011, cô cùng thành viên Hyorin hình thành nhóm nhỏ SISTAR19 với single "Ma Boy".

### Solo
Ngày 17 Tháng 10 năm 2011, Bora tiết lộ sẽ tham gia chương trình truyền hình Invincible Youth. Tập đầu tiên của 'Invincible Youth 2' phát sóng vào ngày 11 tháng 11.
Vào ngày 03 tháng 10 năm 2012 Bora xuất hiện trong MV "Because I Like You" của Lee Seok Hun.
Ngày 21 tháng 10 năm 2012, live show âm nhạc Inkigayo tiết lộ rằng Bora sẽ tham gia một trong bốn nhóm sẽ thực hiện một bài hát mới cho âm nhạc SBS Gayo Daejun. Là một phần của Mystic White, Bora phát hành các bài hát từ thiện "Mermaid Princess" vào ngày 26 tháng 12 năm 2012. Các nhóm sẽ tiếp tục thực hiện các bài hát trong một off thực hiện trong cuối năm SBS Gayo Daejun show.

### Các ca khúc cho phim
| Năm  | Phim             | Bài hát            | Thời gian | Nghệ sĩ                                 |
| ---- | ---------------- | ------------------ | --------- | --------------------------------------- |
| 2012 | Mermaid Princess | "Mermaid Princess" | 3:28      | Mystic White                            |
| 2013 | Will In Fall     | "Bubble"           | 3:29      | Narrator of K.Will's song               |
| 2015 | Feedback         | "Feedback"         | 3:07      | With Kisum, Lil Cham, Jace, and Adoonga |

## Truyền hình

### Điện ảnh
| Năm  | Phim            | Vai         | Ghi chú         | Kênh      |
| ---- | --------------- | ----------- | --------------- | --------- |
| 2012 | Shut Up Family  | Herself     | Cameo, Ep. 22   | KBS2      |
| 2014 | Doctor Stranger | Lee Changyi | Supporting Role | SBS       |
| 2015 | Flatterer       | Bong Hee    | Lead Role       | Web Drama |
| 2015 | High-End Crush  | Min Joo     | Supporting Role | Web Drama |

### Chương trình truyền hình thực tế
| Năm       | Chương trình                          | Kênh      | Ghi chú                                                |
| --------- | ------------------------------------- | --------- | ------------------------------------------------------ |
| 2010–2012 | Let's Go Dream Team 2                 | KBS2      | Episodes 44, 53, 55, 71, 74, 77, 86, 92, 166, 182, 188 |
| 2011      | Invincible Youth                      | KBS       | Episodes 53, 54                                        |
| 2011–2012 | Invincible Youth 2                    | KBS       | Series regular                                         |
| 2011–2012 | Quiz to Change the World              | MBC       | Episodes 150, 169, 192                                 |
| 2012      | Strong Heart                          | SBS       | Episodes 113, 114                                      |
| 2012      | Running Man                           | SBS       | Episodes 95, 174                                       |
| 2012      | 1 Night 2 Days                        | KBS2      | Episode 252                                            |
| 2013      | Blind Test Show 180°                  | MBC       | Episode 3                                              |
| 2013      | Shinhwa Broadcast                     | JTBC      | Episodes 45, 46                                        |
| 2013      | Fashion King Korea                    | SBS       | Judge                                                  |
| 2013      | Barefooted Friends                    | SBS       | Episode 25                                             |
| 2013      | 2013 Idol Star Olympics Championships | MBC       | Player                                                 |
| 2013      | Cool Kiz On The Block                 | KBS2      | Episode 12                                             |
| 2014      | Running Man                           | SBS       | Episode 201                                            |
| 2015      | A Style for You                       | KBS World | Co-MC                                                  |
| 2015      | Running Man                           | SBS       | Episode 255                                            |
| 2015      | You Hee-yeol's Sketchbook             | KBS2      | Episode 284                                            |
| 2016      | Law of the Jungle in Panama           | SBS       | Cast Member                                            |
| 2016      | Hit The Stage                         | Mnet      | Contestant                                             |
| 2016      | Talents for Sale                      | KBS       | Episode 7 & 8                                          |
| 2016      | Knowing Bros                          | JTBC      | Episode 32                                             |
| 2016      | Running Man                           | SBS       | Episode 307                                            |

### Dẫn chương trình
| Năm       | Chương trình                  | Ngày                                                 |
| --------- | ----------------------------- | ---------------------------------------------------- |
| 2012      | M! Countdown                  | April 19                                             |
| 2012      | Show! Music Core              | August 4, 18, 25                                     |
| 2013      | Let's Go Dream Team! Season 2 | May 5                                                |
| 2013–2015 | Music Bank                    | ngày 25 tháng 10 năm 2013 – ngày 24 tháng 4 năm 2015 |

### Các ca khúc góp mặt
| Năm  | MV                 | Nghệ sĩ      | Vai     |
| ---- | ------------------ | ------------ | ------- |
| 2011 | Boyfriend          | Boyfriend    | Herself |
| 2012 | I Need You         | K.Will       | Herself |
| 2012 | Because I Like You | Lee Seok Hun | Herself |
| 2015 | Wet                | Jooyoung     | Herself |